# 9 Doigts
9 Doigts è un film del 2017 diretto da F. J. Ossang.
Ha vinto il Pardo d'argento per la miglior regia al Festival di Locarno 2017.

## Distribuzione
In Italia, il film è stato presentato al 35° Torino Film Festival.